# Kallocain
Kallocain er en dystopisk fremtidsroman af den svenske forfatter Karin Boye, der begik selvmord  vinteren 1941. Romanen  udkom i Sverige i 1940.
Romanen foregår i et gennemmilitariseret overvågningssamfund: Verdensstaten, hvor befolkningen bor i underjordiske byer eller industrikomplekser. Alle lejligheder har mikrofoner og kameraer, som politiet fra tid til anden bruger til overvågning. For ikke at blive mistænkt for samfundsundergravende virksomhed inviterer en familie typisk naboen ind som vidne, når mand og kone ønsker at tale sammen, lige som ingen tør føre samtaler i f.eks. elevatoren for ikke at vække mistanke. En stor del af fritiden går med militærøvelser af frygt for angreb fra et lige så militariseret naboland.
I Kemiby nr. 4 udvikler fortælleren, en ung ambitiøs kemiker ved navn Leo Kall, et præparat, der får alle til at tale sandhed – Kallocain. Præparatet bliver afprøvet på forsøgspersoner fra Det Frivillige Offerkorps med temmelig invaliderede medlemmer, et resultat af medicinske forsøg. Arbejdet med Kallocain og præsentationen af det nye middel til afhøringer hos myndighederne medfører personlige forviklinger for fortælleren og roder op i ellers ukendte forhold i samfundet. Hos politiets ledelse overvejes nye love, der ikke bare kan dømme folk for deres ord og gerninger, men for deres tanker og følelser.
Kemiby nr. 4 bliver erobret af nabolandet, Universalstaten, hvortil fortælleren bliver overført som en nyttig fange. Her nedskriver han sin beretning og konstaterer, at bortset fra usikkerheden om sin families skæbne, så er forholdene her ikke så meget anderledes end  i Kemiby nr. 4.